# Політичний процес
Політи́чний проце́с — це форма функціонування політичної системи суспільства, що змінюється у просторі і часі; сукупна діяльність суб'єктів політики, завдяки якій забезпечується функціонування та розвиток політичної системи.

## Характер і зміст політичного процесу
Характер і конкретний зміст політичного процесу визначається особливостями політичної системи й існуючого режиму. Демократичній системі відповідає тип політичного процесу, відмінний широтою участі громадян в управлінні державою, забезпеченні прав і свобод особи. Тоталітарна система припускає інший тип політичного процесу, що виключає реальну політичну участь і свободу соціального і політичного вибору.
По своїй структурі політичний процес складається з суб'єктів, носіїв політичної дії і об'єкту — мети, яка повинна бути досягнута. Політичний процес включає також засоби, методи, ресурси та виконавців.
Політичний процес складається як з цілеспрямованих свідомих зусиль суб'єктів політичної діяльності (індивідів, соціальних груп, політичних партій, державних органів і ін.), так і в результаті взаємодій, які виникають спонтанно, незалежно від волі і свідомості учасників процесу. Така сукупність цілеспрямованих і спонтанних дій суб'єктів і учасників політичного процесу виключає яку-небудь чітку заданість або приреченість політичного процесу в розвитку подій і явищ. В результаті може вийти по відомій приказці: «Хотіли як краще, вийшло як завжди».
В ході реалізації своїх ролевих функцій і позицій суб'єкти і учасники політичного процесу демонструють свою функціональну значущість, здатність відтворювати, розвивати, змінювати або руйнувати елементи політичної системи. Таким чином, політичний процес розкриває як поверхневі, так і глибинні зміни, що відбуваються в політичній системі, характеризує її перехід від одного стану до іншого.
З погляду структури політичний процес складається з ряду стадій, що послідовно втілюються в життя (але завжди залишаються внутрішньо пов'язаними один з одним) і циклічно повторюються.

## Стадії політичного процесу
Розрізняють наступні стадії політичного процесу:
- конституювання, утворення політичної системи;
- відтворення компонентів і ознак даної системи;
- ухвалення і виконання політико-управлінських рішень;
- контроль функціонування і напрями розвитку політичної системи.

Основні стадії політичного процесу виражають динаміку розвитку політичної системи, внаслідок чого в ній відбуваються зміни і перетворення. Тому в кожному новому циклі політична система не копіює себе, а збагатившись новими сторонами і властивостями (наприклад, поява виборчої системи або нового законодавства, політичних блоків, партій і т. д.), в ній відбуваються політичні зміни. Але головний процес, все ж таки — повторення на новий лад того, що існувало раніше — самовідтворювання.
На стадії відтворювання політичної системи повторюються і закріплюються, видозмінюються і оновлюються історичний тип політичної системи, її класова природа, зв'язки з іншими підсистемами суспільства. Відтворюються політичні відносини і інститути, політичні норми і цінності, символи, мова. Відтворюються самі учасники політичного процесу як виразники певних політичних позицій, носії відповідних поглядів, виконавці тих або інших політичних ролей.

## Контроль та результат в політичному процесі
Контроль функціонування і розвитку політичної системи досягається шляхом попередження і усунення відхилень поведінки частин політичної системи і учасників політичного процесу від орієнтирів і стандартів діяльності, що задаються.
Результат політичного процесу залежить від сукупності незалежних змінних (наявність ресурсів, сприятливих або несприятливих умов, тобто зовнішнього оточення; від втручання несподіваних, випадкових чинників і т. д.) і залежних, ув'язнених в самому політичному процесі вибраних засобів, методів, виконавців і т. д. і відносин між ними. Велика частина незалежних змінних може і повинна бути врахований в проекті політичного процесу, так само як залежних, проте саме ця друга група чинників понад усе здатна порушити процес.
Разом з тим на політичний процес усередині окремих країн надають значну дію зовнішній чинник, глобальні-політичні та глобально-господарські відносини і зв'язки, вся сукупність реалій міжнародного характеру.

## Категорії політичного процесу
Політичні процеси в політологічній літературі класифіковані за різними критеріями.
Залежно від об'єкту прояву політичної волі вони підрозділяються на внутрішньополітичні і зовнішньополітичні.
- Так, внутрішньополітичні процеси залежать від форми правління і державного устрою держави, правлячої еліти, типу лідерства тощо. Фундаментом внутрішньополітичного процесу будь-якої країни є співвідношення соціально-економічних механізмів, соціальна структура суспільства, що склалася, ступінь задоволеності населення своїм положенням.
- Зовнішньополітичні процеси визначаються соціально-економічною природою, інтересами і метою держави, балансом сил в світі і в конкретних регіонах тощо

Залежно від термінів протікання політичні процеси розрізняються на тривалі, наприклад, перехід від тоталітарного до демократичного режиму, і порівняно короткострокові, наприклад, вибори.
Залежно від значущості для суспільства політичні процеси можна розділити на базові і периферійні.
- Базові процеси припускають різноманітні способи включення широких верств населення (безпосередньо або через представницькі органи — партії, рухи і ін.) в політичні відносини з державою з приводу реалізації тих або інших соціально-політичних вимог. Базовими також можна назвати політичні процеси, в результаті яких ухвалюються політичні рішення, що зачіпають інтереси великих соціальних спільнот, суспільство в цілому, або процеси, направлені на розвиток і зміну політичної системи.

- Периферійні політичні процеси можуть розвиватися на регіональному або місцевому рівні соціально-політичної взаємодії: можуть розкривати динаміку формування окремих політичних асоціацій (партій, блоків, груп тиску і т. д.).

З погляду публічності протікання розрізняють явний (відкритий) і тіньовий (прихований) політичний процес.
- Відкритий — характеризується тим, що інтереси груп і громадян виявляються в програмах партій, рухів, у використовуванні ЗМІ для обговорення суспільно значущих проблем тощо. Політичний мітинг з вимогами відставки уряду — явний (відкритий) процес. Рішення уряду про збільшення ставок податкового мита на імпортні товари — також відкритий процес.
- Тіньовий процес це приховані дії державних установ, особливо з секретними функціями, наприклад, розвідка. Лобіювання якогось закону в самому найвищому законодавчому органі держави — прихований (тіньовий) процес. В політичних системах низки країн навіть є таке поняття як «тіньовий кабінет». Це група впливових осіб (частина політичної еліти) не посідаючи офіційних державних посад, проте думка яких істотно впливає на ухвалення політичних рішень.

В політичному житті суспільства мають місце політичні процеси, які володіють власним ритмом або повторюваністю основних стадій взаємодії своїх суб'єктів, інститутів, учасників. Наприклад, виборча кампанія, звіт уряду перед парламентом, ухвалення бюджету і т. д.

## Основні види політичних процесів
В політологічній літературі прийнято розрізняти наступні види політичних процесів: революція, контрреволюція, повстання, бунт, заколот, путч, політична кампанія, пряма дія в політиці.
Революція — це докорінне перетворення громадського порядку, створення нової політичної системи, заснованої на інших принципах легітимності. Революція виникає як наслідок наростання суперечностей в суспільстві.
У зв'язку з тим, що не всі члени суспільства розділяють погляди з новою владою, може відбутися контрреволюція. Контрреволюція' '— політичний процес, в якому беруть участь групи, прагнучі до скидання нової політичної еліти і відновлення колишніх порядків.
Реформа — це поступове перетворення економічного і політичного ладу при збереженні його основ і влади правлячої еліти. В ході проведення реформ першорядне значення має забезпечення їх суспільної підтримки, досягнення згоди щодо змісту, типів і методів перетворень. Успіх реформ залежить від своєчасності їх проведення.
Повстання — масовий виступ проти даної влади, існуючого ладу.
Мета повстання, як правило, декларативна і нечітка, знаходить обґрунтовування в примітивній програмі і гаслах. Будь-якому повстанню властивий певний рівень організованості. Цілеспрямованість і організованість відрізняють повстання від бунту.
Бунт — ця масова стихійна дія, що має високий ступінь інтенсивності. Це майже завжди реакція у відповідь на екстраординарні дії представників пануючих політичних груп або державних органів.
По ступеню інтенсивності до бунту близький заколот, який виникає в результаті продуманої, цілеспрямованої підготовки із сторони певної групи осіб. Звичайно він носить озброєний характер, спираючись на частину армії. З розширенням складу учасників заколот втрачає організованість і цілеспрямованість, придбаває якості бунту і затухає. Якщо заколот не одержує масової підтримки, він стає путчем, тобто виливається в озброєні дії вузької групи осіб, позбавлені серйозної перспективи.
Політична кампанія — це система колективних дій, направлених на зміну структури влади, перерозподіл політичних повноважень, формування органів влади. Її успіх в значній мірі залежить від підтримки з боку населення.
Ряд політичних процесів охоплюється терміном пряма дія. Цей безпосередній вплив громадян на органи політичної влади шляхом проведення мітингів, демонстрацій і страйків.
Мітинг — збір людей, присвячений обговоренню тієї або іншої проблеми. При проведенні мітингів необхідно враховувати той чинник, що він може стати ареною протистояння різних політичних сил, місцем різних ексцесів. Це вимагає від організаторів мітингу і владних структур чіткої організації, продуманого сценарію, готовності до різних варіантів розвитку подій.
Демонстрація — цей масовий хід прихильників певної ідеї або вимоги, вираз підтримки або протесту проти акції властей. Вона вимагає попереднього планування, підготовки: реклами в газетах, офіційного дозволу властей, виготовлення транспарантів, розподілу ролей, маршруту руху і ораторів.
Страйк — припинення роботи з метою економічного або політичного тиску на владу. Завдяки страйку в короткий час до активної політичної позиції може залучитися величезна маса людей.
Практика політичної дійсності свідчить, що зі всіх політичних процесів до найглибших перетворень приводять революція і реформи.